# ۹۹ بیشاپزگیت
۹۹ بیشاپزگیت (انگلیسی: 99 Bishopsgate) یک آسمان‌خراش واقع در سیتی لندن، بریتانیا می‌باشد. ساخت و ساز این ساختمان در سال ۱۹۶۷ به پایان رسیده است.
این برج که کاربری آن تجاری می‌باشد تعداد طبقاتش ۲۶ و ارتفاع آن ۱۰۴ متر است